# Bill McCann
Pour les articles homonymes, voir McCann.
William Francis James McCann, né le 19 avril 1892 à Glanville et mort le 14 décembre 1957 à Tusmore, est un militaire australien.
Il atteint le grade de lieutenant-colonel et est récipiendaire de l'Ordre de Saint-Michel et Saint-Georges, l'Ordre du Service distingué, l'Ordre de l'Empire britannique, la Croix militaire, la médaille Bar,  et est Justice of the peace. Décoré de la Première Guerre mondiale, il est avocat et une personnalité éminente dans la communauté militaire et ex-service de l'Australie du Sud au cours de l'entre-deux-guerres. Né et élevé à Adélaïde, il travaille comme enseignant avant la guerre. Il s'enrôle dans la force impériale australienne en tant que privé en 1914, et gravit les grades pour être commissionné au cours de la campagne de Gallipoli de 1915. En 1916-1918 il combat sur le front de l'Ouest en France et en Belgique, est blessé à deux reprises et il atteint le grade de major. Pour sa bravoure pendant la guerre, il est fait compagnon de l'Ordre du Service Distingué et deux fois lauréat de la croix militaire. Après la guerre, il sert comme commandant du 10e bataillon jusqu'à sa dissolution en 1919.
De retour chez lui, McCann devient avocat et forme un partenariat juridique avec Arthur Blackburn, récipiendaire de la Croix de Victoria. McCann est actif au sein d'organisations de militaires de retour au pays, en tant que président de la branche sud australienne de la Returned Sailors' and Soldiers' Imperial League de 1924 à 1931, et en tant que vice-président d'État de 1938 à 1949. Il est membre fondateur du Legacy Club of Adelaide, s'occupant des personnes à charge des militaires décédés. Son service dans les Citizen Military Forces à temps partiel le voit atteindre le grade de lieutenant-colonel et commander le 43e Bataillon entre 1927 et 1930. Nommé commissaire aux prix de l'État et commissaire adjoint aux prix du Commonwealth de 1938 à 1954 ; en 1946, un incendie criminel contre sa maison est lié à son travail anti–marché noir. En reconnaissance de son travail au sein de la communauté des anciens combattants, McCann est nommé Officier de l'Ordre de l'Empire Britannique en 1935, et Compagnon de l'Ordre de Saint Michael et Saint George en 1956.

## Biographie

### Jeunesse
William Francis James McCann naît à Glanville à Adélaïde, en Australie du Sud, le 19 avril 1892, de John Francis McCann, conducteur de locomotive de la South Australian Railways, et de son épouse Eliza, née Francis. Il fréquente diverses écoles primaires, puis la Adelaide High School, et termine sa formation d'enseignant avec le département de l'éducation de l'État en décembre 1913. Il enseigne à Ethelton, Malvern et Glanville avant le début de la Première Guerre mondiale. Son expérience militaire d'avant-guerre consiste à passer quatre ans dans les cadets volontaires pendant qu'il est à l'école, et à participer au club de tir de l'université d'Adélaïde pendant sa formation d'enseignant,,.

### Première Guerre mondiale

#### Campagne de Gallipoli
McCann s'enrôle dans la première force impériale australienne (AIF) le 24 août 1914 à Morphettville, en Australie-Méridionale. Il est affecté au 10th Battalion (en), faisant partie de la 3rd Brigade (en), en tant que soldat avec le numéro de régiment 405,. En moins d'une semaine, il est promu sergent. Le bataillon s'embarque pour l'outre-mer en octobre et navigue via Albany, en Australie-Occidentale, jusqu'en Égypte, arrivant début décembre. Pendant que la force s'entraîne en Égypte, McCann est nommé sergent de peloton dans la compagnie D du bataillon. Après avoir terminé l'entraînement, la 3e brigade est désignée comme force de couverture pour le débarquement à Anzac Cove, Gallipoli, le 25 avril 1915, et la première brigade à terre vers 4 h 30 du matin. Quatre jours plus tard, McCann est nommé sergent-major de la compagnie. Au cours de cette période, le 10e bataillon perd 13 officiers et 453 hommes parmi les 29 officiers et 921 hommes qui ont débarqué. Le 19 mai, le bataillon contribue à repousser une contre-attaque turque concertée contre la force de débarquement, après quoi il s'installe dans une routine de rotation à travers différentes positions de la ligne. Son service exceptionnel au cours de la période du 6 mai au 28 juin lui vaut plusieurs mentions dans les ordres de routine de l'Australian and New Zealand Army Corps. En juillet, McCann et la plupart des membres du bataillon bénéficient d'un repos de trois jours sur l'île d'Imbros, mais retournent rapidement dans les tranchées d'Anzac. McCann est nommé sous-lieutenant le 4 août, date à laquelle près de la moitié du bataillon est évacué pour cause de dysenterie. Il est promu lieutenant le 14 novembre. McCann reste à Anzac, servant comme officier de renseignement et de signalisation du bataillon jusqu'à ce que l'unité soit retirée sur l'île de Lemnos à la fin novembre, puis évacuée vers l'Égypte le mois suivant.

#### Front de l'Ouest
Lorsque la majeure partie de l'AIF est transférée sur le Front de l'Ouest, McCann est envoyé en France à la fin mars 1916 en tant qu'officier de reconnaissance, tireur embusqué et officier de renseignement de son bataillon. Après avoir débarqué à Marseille, il commande une garde d'honneur composite issue des 9e et 10e bataillons. Le 16 avril 1916, il est promu capitaine et nommé commandant en second de la compagnie A,. Lors de la bataille de Pozières le 23 juillet, il commande la compagnie de tête du bataillon lorsqu'elle entre dans un combat à la bombe (grenade à main) sur le système de tranchées O. G. 1 à l'appui du 9e Bataillon. L'historien officiel de guerre australien, Charles Bean, a décrit ses actions comme suit :,
« McCann, recognising that the enemy post must be seized, lined out in front of it in shell holes, the ten or twelve men who were with him. With bombs they thoroughly subdued the German bombers, and smashed one machine gun – McCann's success in this bold movement being partly due to his having with him two old Gallipoli sergeants, G.D. Beames and L.C. Wickham. When bombs began to run out, McCann passed the word on to charge with the bayonet, and he was on the point of giving the word when he was hit in the head by a machine gun bullet. »
« McCann, reconnaissant que le poste ennemi doit être pris, aligné devant lui dans des trous d'obus, les dix ou douze hommes qui étaient avec lui. Avec des bombes, ils ont complètement maîtrisé les bombardiers allemands et détruit une mitrailleuse - le succès de McCann dans ce mouvement audacieux étant en partie dû au fait qu'il avait avec lui deux vieux sergents de Gallipoli, G.D. Beames et L.C. Wickham. Quand les bombes ont commencé à s'épuiser, McCann a passé le mot pour charger avec la baïonnette, et il était sur le point de donner le mot quand il a été frappé à la tête par une balle de mitrailleuse. »
Selon McCann, son groupe a été repoussé en raison du manque de grenades et de l'incapacité d'autres groupes à rester en contact avec son groupe. La citation pour sa Croix militaire, décernée pour ses actions à Pozières, se lit comme suit : « Pour sa bravoure remarquable en action. Il dirigeait sa compagnie dans l'attaque, bombardant l'ennemi en retour, et, malgré de lourdes pertes, il avança jusqu'à ce qu'il soit gravement blessé par une bombe. »,,,.

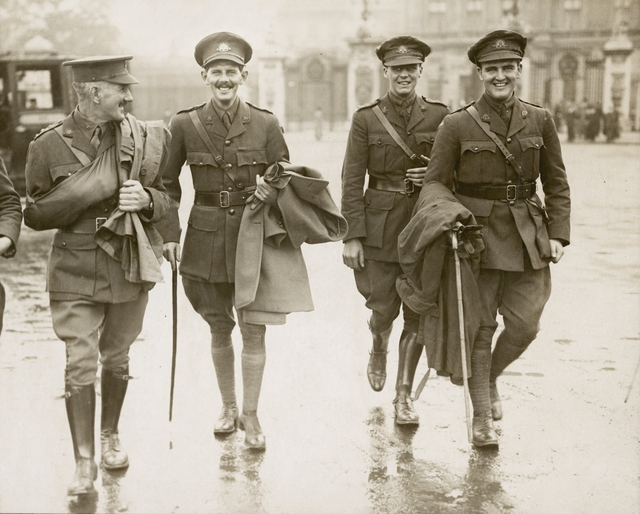
McCann (à droite) et Blackburn (deuxième à partir de la gauche) après avoir reçu leur prix au palais de Buckingham.

McCann est le premier membre du 10e bataillon à recevoir la croix militaire et le premier officier d'unité à recevoir une récompense sur le terrain pour une action spécifique. La blessure à la tête lui fracture gravement le crâne, mais il reste à son poste jusqu'à ce qu'il informe de la situation au commandant du 9e Bataillon. Il est évacué vers un hôpital en Angleterre, et son prix est rapporté dans le journal d'Adélaïde The Advertiser le 29 septembre avec une photo et de brefs détails sur son service. Après s'être suffisamment rétabli, il assiste à une investiture au palais de Buckingham le 4 octobre pour recevoir sa Croix militaire du roi George V. Le même jour, un autre officier du 10e bataillon, Arthur Blackburn (en), reçoit sa Croix de Victoria pour ses propres actions à Pozières qui suivaient de près celles de McCann,. McCann est rapatrié pour raison médical en Australie à bord d'un navire-hôpital, mais il ignore ces ordres et retourne à son bataillon en France en novembre. À son arrivée, il commande la compagnie B. Souffrant d'une maladie, il est évacué en février 1917, et après s'être rétabli, il est envoyé dans une école d'entraînement pendant un mois. Il rejoint le bataillon en mars.
Dans la nuit du 8 avril 1917, au début de la bataille d'Arras, le 10e bataillon attaque le bois de Louverval, un avant-poste de la ligne de défense allemande Hindenburg. McCann est blessé au cou pendant l'attaque, et après l'avoir fait panser et étant à peine capable de parler, il reste avec ses troupes pendant plusieurs heures, et selon l'Australian Dictionary of Biography, « est une source d'inspiration pour ses hommes ». Une fois que la situation se calme, il se présente pour des soins médicaux et est évacué vers un hôpital en Angleterre. Après six semaines de convalescence, McCann rejoint son unité à la fin mai, assumant le commandement de la Compagnie A,,. Il reste avec le bataillon durant toute la bataille de Passchendaele en Flandre de juillet à novembre 1917, y compris la bataille de la route de Menin en septembre, avant d'être détaché auprès d'un bataillon d'entraînement au Royaume-Uni à la fin décembre. Il retourne dans son bataillon en juin 1918. Le 29 juin, après que le bataillon ait capturé une section de la ligne allemande en utilisant la tactique de « pénétration pacifique », la compagnie de McCann se trouve dans les positions nouvellement conquises lorsque les allemands contre-attaquent et se trouvent entre ses postes avancés. Il mène les signaleurs, les messagers et le peloton de réserve de sa compagnie vers l'avant dans la brèche. Les allemands abandonnent leurs armes, dont une mitrailleuse, et s'enfuient.
Au cours de la prise de Merris par le 10e Bataillon en juillet, le fait que sa compagnie ait coupé les lignes de communication allemandes donne lieu à l'attribution d'une barrette à la Croix militaire de McCann. Voici le texte de la citation :,
« For conspicuous gallantry and fine leadership during an attack. He led one of the attacking companies with great dash, and helped very materially in the success of the operation. Wherever the situation was most critical he was to be found directing and encouraging his men, and his fine example inspired all under his command. »
« Pour avoir fait preuve d'une bravoure remarquable et d'un leadership remarquable lors d'une attaque. Il a dirigé l'une des compagnies attaquantes avec un grand élan, et a contribué très matériellement au succès de l'opération. Partout où la situation était la plus critique, il dirigeait et encourageait ses hommes, et son bel exemple inspirait tout le monde sous son commandement. »

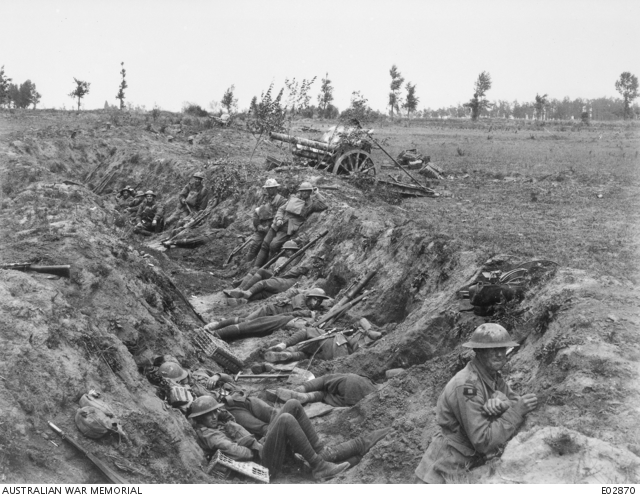
Troupes du 10e bataillon dans une tranchée près de Crépey Wood (à l'arrière-plan).

Le 10 août, au début des combats de l'offensive de cent jours, qui commence le 8 août 1918 avec la bataille d'Amiens, le 10e Bataillon est chargé de fournir un soutien à une attaque menée par le 9e bataillon, qui a subi d'importantes pertes en attaquant près de Lihons. Incapable de capturer les positions allemandes dans le bois de Crépey, le 9e bataillon fait appel à l'aide le 10e. Comme McCann commandait la compagnie la plus forte du 10e Bataillon, il est envoyé en avant. Il dirige la compagnie A en défrichant le bois, sa sous-unité ne subissant que 15 pertes au combat et capturant 10 Allemands grièvement blessés. Le 9e Bataillon et la compagnie de McCann  établissent des poteaux dans le bois. Après la chute d'un barrage allemand sur les positions nouvellement conquises, McCann visite ses postes le long de la lisière nord du bois lorsqu'il voit 200 à 300 Allemands s'approcher pour attaquer. Cette contre-attaque déborde l'un des quatre postes de la compagnie A, et un poste isolé se retire. La contre-attaque allemande contraint également le 9e bataillon à se retirer de la lisière est du bois. Les deux postes restants de la Compagnie A continuent à se battre. L'un d'eux, avec McCann, un autre officier et sept hommes, combattent les allemands pendant une heure. Les allemands  entrent trois fois dans le poste, et à chaque fois les australiens les chassent de force. McCann et son groupe finissent par les chasser, tuant 90 ennemis. La compagnie de McCann subie 30 pertes dans les combats, mais leurs efforts permet au 9e Bataillon de rétablir ses postes le long de la lisière est du bois,. Le lendemain matin, la compagnie de McCann est soumise à un bombardement au gaz lourd dans le bois de Crépey, et il se voit attribuer trois[chars] de la 5e brigade de chars pour dégager la zone au nord de ses positions. Une autre contre-attaque allemande se développe, et l'ennemi se met derrière les positions australiennes. McCann est renforcé ; puis, en rassemblant les troupes de sa compagnie et du 9e Bataillon et en avançant par « une action vigoureuse et des combats durs et confus », lui et d'autres comblent l'écart sur la ligne de front. Pour ses actions à Crépey Wood, McCann est par la suite nommé Compagnon de l'Ordre du service distingué, la deuxième plus haute distinction pour les actes de bravoure des officiers. La citation est :,
« For conspicuous gallantry and devotion to duty near Lihons on 10 August 1918. After the attack had failed at Crépey Wood, he successfully captured the position with his company in face of very heavy fire; and when the enemy in greatly superior numbers, counter-attacked, he held them off, personally killing many of the enemy and exposing himself freely until reinforcements enabled him to drive off the enemy and re-establish his original line. His courage and fine leadership prevented an important position falling into the hands of the enemy. »
« Pour sa bravoure et son dévouement remarquables près de Lihons le 10 août 1918. Après que l'attaque a échoué à Crépey Wood, il a réussi à capturer la position avec sa compagnie face à un feu très fort ; et lorsque l'ennemi en nombre très supérieur, contre-attaqué, il les a tenus à distance, tuant personnellement beaucoup d'ennemis et s'exposant librement jusqu'à ce que les renforts lui permettent de chasser l'ennemi et de rétablir sa ligne d'origine. Son courage et sa belle direction ont empêché une position importante de tomber entre les mains de l'ennemi. »
Le 10e bataillon est de retour au combat les 22 et 23 août, alors que l'avance des Alliés se poursuit au nord de Proyart. Le 10e Bataillon joue un rôle de soutien pour protéger le flanc de la 1re Brigade. Apprenant les positions allemandes de Luc Wood qui retardaient l'avance, le commandant, le lieutenant-colonel Maurice Wilder-Neligan, charge McCann, commandant deux compagnies, de nettoyer la zone. Avec les troupes de flanc, McCann sécurise le bois, faisant 15 prisonniers et capturant quatre mitrailleuses, permettant ainsi à l'avance de se poursuivre. McCann a commandé temporairement le bataillon pendant une semaine à la fin août avant d'être promu au grade de major temporaire le 23 septembre. Le bataillon a vu sa dernière action de la guerre plus tard dans le mois. McCann a de nouveau commandé temporairement le bataillon pendant une semaine au début d'octobre et a été promu au grade de major le 21 octobre. Peu de temps après, il a suivi un cours de stratégie et de tactique au Staff College de Camberley, avant de retourner au bataillon en novembre, lorsqu'il a été nommé commandant en second de l'unité. Au début de janvier 1919, McCann est nommé commandant. Il dirige le 10e Bataillon jusqu'à sa dissolution en mars et est mentionné dans Field marshal Douglas Haig le 16 mars 1919. Toujours en mars, McCann dirige un groupe de délégués américains lors d'une visite de la zone de guerre et, le mois suivant, dirige le contingent de la 3e brigade lors de la marche de la Journée de l'ANZAC à travers Londres. Le 3 mai, il est investi de son Ordre du service distingué et de la barrette de sa Croix militaire au palais de Buckingham. Plus tard dans le mois, il s'embarque pour l'Australie, arrivant à Adélaïde en juin. Il est admis à l'hôpital général de rapatriement de Keswick à son retour et reçoit son congé de l'AIF le 8 septembre 1919. Deux des frères de McCann servent également dans l'AIF, et l'un d'eux est tué au combat,. McCann reçoit l'Étoile de 1914-1915, la British War Medal et la Victory Medal pour son engagement pendant la guerre.

### Entre-deux-guerres et vie d'après
Bill McCann démissionne du ministère de l'Éducation en novembre 1919, après s'être lancé dans l'agriculture le mois précédent. Il cultive à Truro et Manoora, mais est gêné par ses blessures de guerre, et abandonne ces plans en août de l'année suivante. Conformément aux procédures normales, alors qu'il sert dans l'AIF, il est nommé major honoraire de l'armée en temps de paix, les Citizen Military Forces (CMF). Il est promu au grade de major du CMF le 1er octobre 1920, sur la liste de réserve des officiers. McCann commence à étudier comme commis stagiaire en décembre 1920. Il épouse Mildred Southcott le 20 août 1921; ils ont deux fils et une fille. En 1921, il commence une association active avec la branche sud australienne de la Ligue impériale des marins et soldats de retour d'Australie (RSSILA), d'abord en tant que vice-président d'État,. À ce titre, il est également membre du Soldier's Children's Education Board.
En mars 1922, McCann commence à étudier le droit à l'université d'Adélaïde. Il est élu président de la branche d'État du RSSILA en 1924,. McCann est l'un des premiers défenseurs de la construction du Monument commémoratif de guerre du Canada à Adélaïde, il défend le statut d'Anzac Day en tant que jour férié contre les protestations du secteur du commerce de détail en raison de la réduction des heures de magasinage, et représente les intérêts des colons soldats. Il est admis au Barreau le 25 juillet 1925 et s'associe avec Arthur Blackburn pour former le cabinet d'avocats Blackburn and McCann. Le 19 mai 1927, il passe de la liste de réserve des officiers au 10e bataillon à temps partiel, et le 1er juillet, il est muté au 43e bataillon à temps partiel en tant que commandant, obtenant la promotion au grade de lieutenant-colonel le 1er décembre,. En 1928, McCann était membre fondateur du Legacy Club d'Adélaïde, créé pour aider les personnes à charge des anciens combattants décédés. Lorsque la conception du Monument commémoratif de guerre du Canada a été finalisée, M. McCann a fortement appuyé l'inclusion des noms de tous les Australiens du Sud qui ont été tués pendant la Première Guerre mondiale ; sa suggestion a été incorporée dans la conception. Lors de la conférence nationale de 1928 du RSSILA, McCann critique vivement la politique de défense du gouvernement fédéral, en particulier les fonds fournis; « la défense a été ramenée à un point si bas », a-t-il dit, « qu'il s'agit maintenant d'une absurdité ».
McCann est un membre actif du Big Brother Movement (en) en Australie-Méridionale; il s'agit de soutenir les garçons qui émigrent du Royaume-Uni vers l'Australie dans le cadre du programme Child Migrant. Il commande le 43e Bataillon jusqu'en juillet 1930, date à laquelle il est transféré à la liste des non-inscrits, et continue en tant que président du RSSILA jusqu'en 1931,, dirigeant la délégation RSSILA à la conférence biennale de la British Empire Service League à Londres en 1929. De retour de la conférence et d'une visite des anciens champs de bataille et cimetières de guerre, McCann soutient que la Première Guerre mondiale ne valait pas la peine, car les pertes énormes avaient produit peu de gain, une position qui a donné lieu à des critiques publiques,.
McCann prend congé de la présidence de l'État du RSSILA pour se présenter sans succès à la division extrêmement marginale de Boothby en tant que candidat nationaliste aux élections fédérales de 1929. Sa décision de se présenter est critiquée dans certains milieux comme sapant la position apolitique du RSSILA. Sa campagne est appuyée par le sénateur Harold Edward Elliott, un Victorien qui avait d'abord rencontré le sergent McCann pendant la campagne de Gallipoli et qui avait été tellement impressionné par lui qu'il avait offert à McCann une commission dans son bataillon. McCann obtient 19 675 voix, soit environ 44,4 % du décompte, contre le parti travailliste australien sortant, John Price, qui obtient 24 641 voix, soit 55,6 %. La défaite de McCann s'inscrit dans le cadre d'un mouvement national vers le Parti travailliste qui voit le gouvernement de coalition nationaliste-pays perdre le pouvoir. Il démissionne ensuite  de son poste de président de l'État du RSSILA, avec effet avant l'élection.

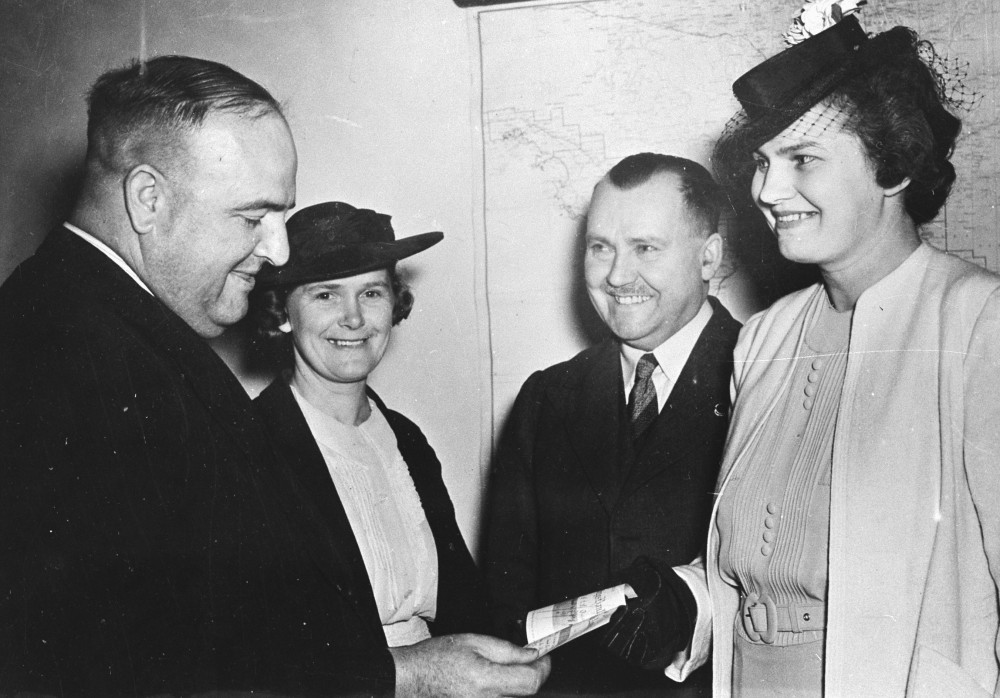
McCann (à gauche) recevant un chèque pour le Fighting Forces Comfort Fund en 1940.

En 1930, McCann est nommé au poste de président national du RSSILA, dans le cadre d'une campagne de préférence pour les militaires de retour au pays en matière d'emploi. En l'occurrence, le président en exercice est réélu et réélu de justesse avec le soutien des sections du Queensland, Nouvelle-Galles du Sud et de la Tasmanie, et le vote du directeur de scrutin est prépondérant. En décembre 1930, McCann est de nouveau élu président de la branche d'État de la RSSILA, mais prend sa retraite l'année suivante. En 1934, McCann est nommé président du Conseil industriel du gouvernement de l'État, qui est responsable des employés du gouvernement engagés dans la construction.
Au début de 1935, McCann est nommé à la place de Blackburn, qui est alors coroner de la ville, pendant l'absence de ce dernier en congé et d'autres fonctions. La même année, McCann retourne à la réserve des officiers du CMF,, et est nommé Officer of the Order of the British Empire (Civil Division) pour les services rendus aux soldats et marins de retour au pays. Il se présente également sans succès à l'élection comme président de la branche d'État de la RSSILA, devient juge de paix et reçoit la Médaille du jubilé d'argent du roi George V. En 1938, McCann se présente avec succès aux élections municipales de la Ville de Burnside, et est réélu vice-président d'État de la RSSILA, poste qu'il occupe jusqu'en 1949,,,.

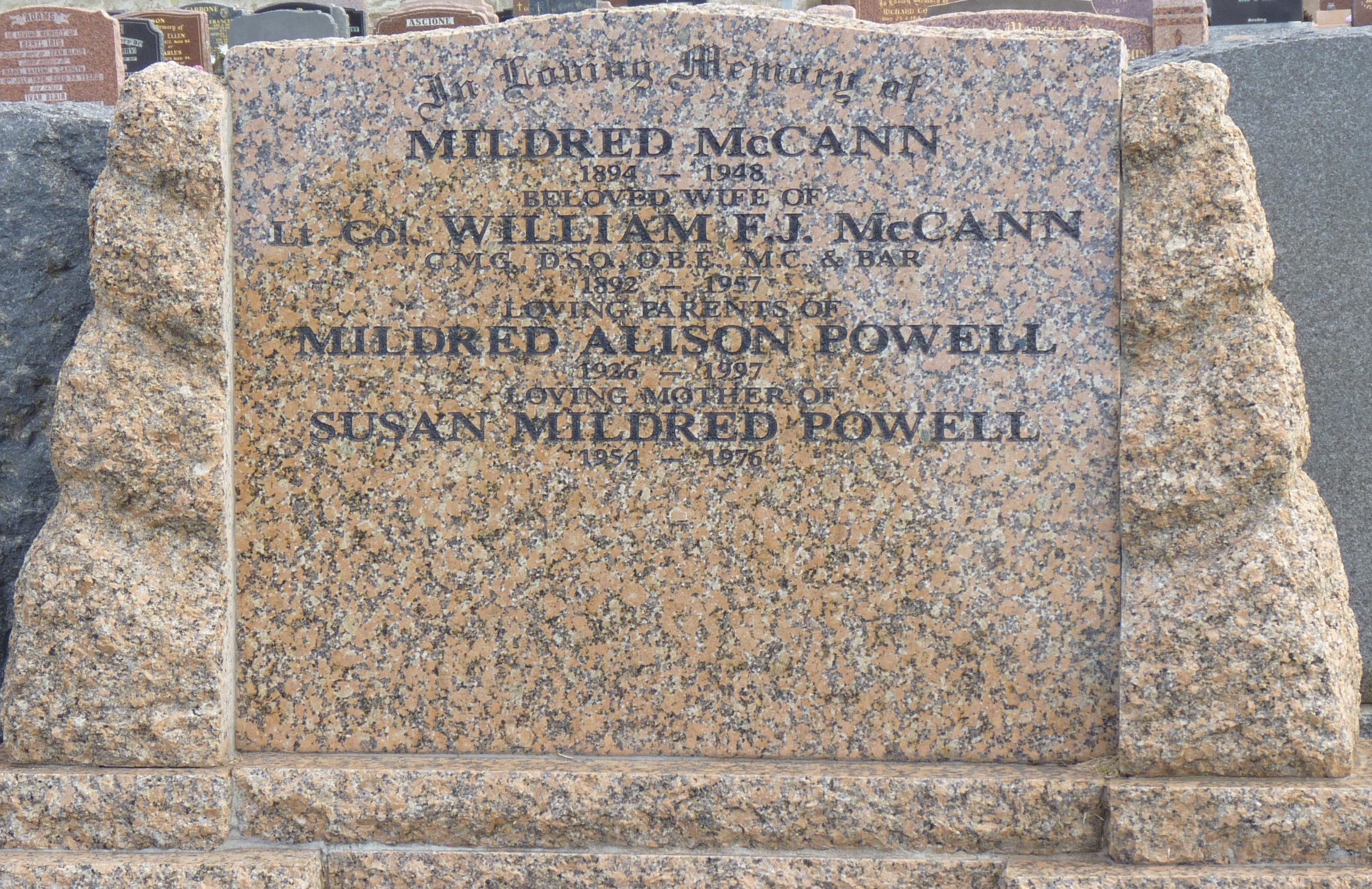
La tombe de McCann au cimetière North Road.

De 1938 à 1954, il est commissaire aux prix de l'État et commissaire adjoint aux prix du Commonwealth. Après le déclenchement de la Seconde Guerre mondiale, McCann commande brièvement une force constabulaire spéciale composée d'hommes de plus de 45 ans - connue sous le nom de South Australian Emergency National Defence League – et participe à l'augmentation du RSSILA Volunteer Defence Corps, l'équivalent australien de la British Home Guard. Pendant la guerre, McCann était le président du Fonds de confort des forces de combat de l'État, qui envoyait des colis aux troupes servant outre-mer. En 1944, McCann est réélu conseiller de Burnside, mais démissionne l'année suivante,. En 1946, ses enquêtes en tant que commissaire aux prix sur le marché noir ont pour conséquence que sa maison est  délibérément incendiée. Un homme est par la suite reconnu coupable du crime et condamné à six ans de prison avec des travaux forcés. L'année suivante, McCann est élu premier président de l'Association du 10e Bataillon de l'AIF, qui regroupe l'ancien Club du 10e bataillon et le Club du 2/10e Bataillon de la Seconde Guerre mondiale. Sa femme, Mildred, meurt en 1948. En 1956, il est nommé compagnon de l'ordre de Saint-Michel et de Saint-Georges pour les services rendus aux anciens combattants. Il meurt d'une maladie coronarienne à Tusmore le 14 décembre 1957 et est inhumé au cimetière North Road. L'Australian Dictionary of Biography le décrit comme « un orateur compétent et un débattant passionné avec une personnalité agréable et tenace »,.